# みみよりライブ 5up!
『5up!』（ゴーアップ）は、広島ホームテレビで2018年4月9日から2023年3月24日まで生放送されていた夕方の報道・情報番組である。

## 概要
2018年4月6日まで15年間放送された『HOME Jステーション』に代わる報道・情報番組として放送開始した。本番組は、ニュースやスポーツ、旬の話題を伝えた上で広島県を盛り上げるといった構成になる。
番組タイトルの「5up!」には、「おトク度アップ!」「おいしさアップ!」「知識アップ!」「広島愛アップ!」「人とのつながりアップ!」という5つの意味が込められている。
『スーパーJチャンネル』（テレビ朝日制作）のネット受けは『HOME Jステーション』時代とは異なり、通常時はANNゾーン（17:50 - 18:15）のみに縮小され、通常時のテレビ朝日（関東地区）での番組開始からANNゾーン入り前（16:40 - 17:50）は大きな事件・災害が発生した時や、出演者の休暇やスタッフの縮小時などにローカル枠を全面休止した時および17:33頃までに短縮した時を中心とした不定期ネットとなった。
松本裕見子と榮真樹の共演は『情報てれび 榮屋松本堂』以来約9年ぶりとなる。
2020年2月3日、タイアップ商品、サッポロ一番×5up! オタフクお好みソース味焼きそば 焼き牡蠣風味を全国発売。
2021年5月6日から番組ロゴ・セット・テーマ曲・テロップ・番組内コーナーなどがリニューアルされ、番組名が『みみよりライブ 5up!』から『5up!』に改題された。

## 番組の終焉
2023年3月24日をもって放送終了した。

## 出演者
○は広島ホームテレビアナウンサー。☆は前番組『HOME Jステーション』から続役。
メインパーソナリティー
- 松本裕見子

アシスタントMC
- 榮真樹○☆ （月曜 - 水曜。2021年4月までは金曜まで担当）
- 廣瀬隼也（2021年5月から木・金曜担当。以前も代役で担当歴あり）
- 小嶋沙耶香○ （月 - 水曜）
- 渡辺美佳○☆ （木曜・金曜）

ニュース担当
- 坪山奏子○

スポーツ（勝ちグセ。5up!）担当
- 廣瀬隼也○☆
- 吉弘翔○

コメンテーター（2019年10月以降は北別府を除き17時台のみ出演）
- 月曜：北別府学（広島ホームテレビプロ野球解説者。成人T細胞白血病の治療のため、2020年1月20日の出演を最後に休養[4]）☆
- 火曜：稲葉綾子（広島の女性コミュニティ「COAKI」主宰、保護猫カフェオーナー）
- 水曜：井筒智彦（宇宙博士）☆
- 木曜：濱野滝衣（弁護士）☆
- 金曜：特に固定せず、タレント（俳優や吉本興業所属のお笑い芸人など）や評論家などの著名人が随時出演（主に『5up!ハイスクール』のVTRゲストが中心）
- 不定期：佐藤寿人（2021年5月から月1回程度出演）

気象予報士
- 野仲郁宏（ウェザーマップ）
  - 2022年3月まで『NCCスーパーJチャンネル長崎』を担当。同年4月から晴山紋音の後任として担当。

### コーナー出演者
きょうのイドバタッ! → きょうのみみより
- 月曜：お金・健康 - ゴッホ向井ブルー（カープ芸人）
- 火曜：知恵袋 - 渡辺が担当。
- 水曜：トリセツ（取扱説明書）
- 木曜：レジャー&旅 - 吉村卓也（俳優） / 手島章斗（SOLIDEMO）
- 金曜：5up!ハイスクール（広島を学んで歩く） - 松本裕見子とゲストのタレント1組

教えて!レジェンド
- 月曜・金曜：北別府学（元広島東洋カープ投手。広島ホームテレビ野球解説者。上記の理由による休養期間中は下記を含む広島OBが随時担当）
- 火曜・木曜：達川光男（元広島東洋カープ捕手。テレビ新広島・フジテレビ他野球解説者）
- 水曜：木下富雄（元広島東洋カープ内野手。飲食店経営）
- 以下は不定期出演
  - 渡辺弘基（元阪急ブレーブス・広島東洋カープ投手。イベント企画会社経営）
  - 梵英心（元広島東洋カープ内野手。2020年までエイジェック社員・JFE西日本硬式野球部コーチ。北別府の代役で出演。2021年からオリックス・バファローズのコーチへの就任に伴い2020年12月14日に卒業）
  - 外木場義郎（元広島東洋カープ投手。北別府の代役で出演）

勝ちグセ。塾（火曜）
- 八木美佐子○、八幡美咲○

あーちゃんのぷちトク中継（火・金曜）
- 藤原あずさ - 広島市内のスーパーから生中継

クイズ広大王
- 司会：大松しんじ、ゴッホ向井ブルー - 広島大学から生中継

料理コーナー 平野寿将が愛のムチお助け料理塾
- 平野寿将（料理家）
- 中原衣美[注 1]（アシスタント）

ググッと。瀬戸内（瀬戸内海放送・愛媛朝日テレビ・山口朝日放送との共同企画）
- 八幡美咲、八木美佐子

Dr.コパのあすの運勢アップ!
- Dr.コパ

週刊GOup! KITABEPPU（月曜18時台）
- 北別府学
  - 病気療養中は達川光男・外木場義郎・梵英心など他の広島東洋カープOBが担当。

### 過去の出演者
メインパーソナリティー・アシスタントMC(男性)・アシスタントMC(女性)・サブMC
| 期間     | 期間      | メインパーソナリティー | アシスタントMC(男性) | アシスタントMC(男性) | アシスタントMC(女性) | アシスタントMC(女性) | アシスタントMC(女性) | サブMC     |
| 期間     | 期間      | メインパーソナリティー | 月 - 水              | 木・金               | 月・火               | 水                   | 木・金               | サブMC     |
| -------- | --------- | ---------------------- | -------------------- | -------------------- | -------------------- | -------------------- | -------------------- | ---------- |
| 2018.4.9 | 2018.5.31 | 松本裕見子             | 榮真樹               | 榮真樹               | 渡辺美佳             | 大重麻衣             | 大重麻衣             | （不在）   |
| 2018.6.1 | 2019.3.29 | 松本裕見子             | 榮真樹               | 榮真樹               | 渡辺美佳             | 大重麻衣             | 大重麻衣             | 斉藤亜緒衣 |
| 2019.4.1 | 2021.4.30 | 松本裕見子             | 榮真樹               | 榮真樹               | 小嶋沙耶香           | 小嶋沙耶香           | 渡辺美佳             | （不在）   |
| 2021.5.3 | 2023.3.24 | 松本裕見子             | 榮真樹               | 廣瀬隼也             | 小嶋沙耶香           | 小嶋沙耶香           | 渡辺美佳             | （不在）   |

ニュース担当・スポーツ担当・コメンテーター
| 期間      | 期間       | ニュース担当                 | ニュース担当                 | ニュース担当                 | スポーツ担当               | コメンテーター | コメンテーター        | コメンテーター | コメンテーター | コメンテーター |
| 期間      | 期間       | 月・火                       | 水                           | 木・金                       | スポーツ担当               | 月             | 火                    | 水             | 木             | 金             |
| --------- | ---------- | ---------------------------- | ---------------------------- | ---------------------------- | -------------------------- | -------------- | --------------------- | -------------- | -------------- | -------------- |
| 2018.4.9  | 2018.5.31  | 冨田奈央子                   | 冨田奈央子                   | 坂野栄信                     | 廣瀬隼也 吉弘翔            | 北別府学       | 村上佳代子 村上たかし | 井筒智彦       | 濱野滝衣       | （週替わり）   |
| 2018.6.1  | 2019.3.29  | 冨田奈央子                   | 冨田奈央子                   | 冨田奈央子                   | 廣瀬隼也 吉弘翔            | 北別府学       | 村上佳代子 村上たかし | 井筒智彦       | 濱野滝衣       | （週替わり）   |
| 2019.4.1  | 2019.11.1  | 冨田奈央子                   | 冨田奈央子                   | 西田隆人                     | 近藤あずみ 廣瀬隼也 吉弘翔 | 北別府学       | 稲葉綾子              | 井筒智彦       | 濱野滝衣       | （週替わり）   |
| 2019.11.4 | 2019.12.27 | 冨田奈央子                   | 坪山奏子                     | 西田隆人                     | 近藤あずみ 廣瀬隼也 吉弘翔 | 北別府学       | 稲葉綾子              | 井筒智彦       | 濱野滝衣       | （週替わり）   |
| 2020.1.6  | 2020.3.27  | 坪山奏子                     | 西田隆人                     | 西田隆人                     | 近藤あずみ 廣瀬隼也 吉弘翔 | 北別府学       | 稲葉綾子              | 井筒智彦       | 濱野滝衣       | （週替わり）   |
| 2020.3.30 | 2020.4.30  | 坪山奏子                     | 坪山奏子                     | 坪山奏子                     | 近藤あずみ 廣瀬隼也 吉弘翔 | 北別府学       | 稲葉綾子              | 井筒智彦       | 濱野滝衣       | （週替わり）   |
| 2020.5.1  | 2021.5.5   | 坪山奏子 八幡美咲 八木美佐子 | 坪山奏子 八幡美咲 八木美佐子 | 坪山奏子 八幡美咲 八木美佐子 | 廣瀬隼也 吉弘翔            | 北別府学       | 稲葉綾子              | 井筒智彦       | 濱野滝衣       | （週替わり）   |
| 2021.5.6  | 2023.3.24  | 坪山奏子 八幡美咲            | 坪山奏子 八幡美咲            | 坪山奏子 八幡美咲            | 吉弘翔                     | 北別府学       | 稲葉綾子              | 井筒智彦       | 濱野滝衣       | （週替わり）   |

気象予報士・リポーター
| 期間     | 期間      | 気象予報士 | リポーター                         | リポーター | リポーター | リポーター |
| -------- | --------- | ---------- | ---------------------------------- | ---------- | ---------- | ---------- |
| 2018.4.9 | 2019.3.29 | 仁木清加   | 石田靖 大松しんじ ゴッホ向井ブルー | 西田篤史   | 吉村卓也   | 中原衣美   |
| 2019.4.1 | 2020.3.31 | 晴山紋音   | 石田靖 大松しんじ ゴッホ向井ブルー | 吉村卓也   | 手島章斗   | 斉藤亜緒衣 |
| 2020.4.1 | 2021.1.29 | 晴山紋音   | 石田靖 大松しんじ ゴッホ向井ブルー | 吉村卓也   | 西田隆人   | 藤原あずさ |
| 2021.2.1 | 2021.5.5  | 晴山紋音   | 石田靖 大松しんじ ゴッホ向井ブルー | 吉村卓也   | 手島章斗   | 藤原あずさ |
| 2021.5.6 | 2021.8.31 | 晴山紋音   | 石田靖 大松しんじ ゴッホ向井ブルー | 八幡美咲   | 八木美佐子 | 藤原あずさ |
| 2021.9.1 | 2022.3.31 | 晴山紋音   | 石田靖 大松しんじ ゴッホ向井ブルー | 八幡美咲   | 中原衣美   | 藤原あずさ |
| 2022.4.1 | 2023.3.24 | 野仲郁宏   | 石田靖 大松しんじ ゴッホ向井ブルー | 八幡美咲   | 中原衣美   | 藤原あずさ |

- 坂野栄信○☆（ニュース担当。2018年5月で退社し、サイバーエージェントの営業コンサルタントに転身）
- 西田篤史（2017年4月 - 2018年3月）きょうのイドバタッ!金曜：5up!ハイスクール（広島を学んで歩く）
- 仁木清加（2018年4月 - 2019年3月。ウェザーマップ所属の気象予報士）[5]
- 村上たかし（漫画家）・村上佳代子（幼児教育・発達心理講師）火曜コメンテーター（2018年4月 - 2019年3月）
- 冨田奈央子（ニュースキャスター / 瀬戸内グルメ天国リポーター）
- 大重麻衣○☆ 水曜 - 金曜アシスタントMC（ - 2020年3月27日。2021年5月で退社後フリーで活動）
- 斉藤亜緒衣○ - コーナー「あおいのあ〜おいしい」。メッセージコーナーも担当。
- 西田隆人〇（ニュース担当。機能性発声障害の治療のため2021年2月より福山支社営業部に異動）
- 晴山紋音（ウェザーマップ所属の気象予報士。2019年4月 - 2022年3月）

## 放送時間
- 月 - 金曜 16:39 - 19:00（JST。火曜・木曜は18:56、金曜は18:50まで）
  - 18時台のニュースでは、『スーパーJチャンネル』の関東ローカルパート、『アップ!』（メ〜テレ）、『newsおかえり』（朝日放送テレビ）、『Jチャンやまぐち』（山口朝日放送）など各地のローカルニュース番組の特集を遅れ放送することがある。
  - 18:15から広島県ローカルの自社制作のプロ野球・広島東洋カープ戦のナイター中継がある場合は、『スーパーJチャンネル』のANNゾーン終了をもって本番組終了となる（自社発は『スーパーJチャンネル』のANNゾーン入り前まで）。
  - 全国レベルの重大ニュースが発生した場合や、出演者の夏季休暇時および2020年4月からの新型コロナウイルス感染予防対策による出演者・スタッフの分散化による番組規模縮小などでのローカル枠の縮小時は、17時台の内容を大幅変更。16:39 - 16:40に広島のスタジオから天気予報などを伝え、『スーパーJチャンネル』のネット受けを通常時のANNゾーン（17:50 - 18:15）のみではなく、16:45 - 18:15に拡大するか、『HOME Jステーション』時代同様16:45 - 17:33にネット受けすることがある。また、17時台のローカル枠を短縮して『スーパーJチャンネル』のネット受けを17:33頃 - 18:15とする場合もあり、特に2022年1月からは広島県へのまん延防止等重点措置の発令の影響もあり、17:33頃までのローカル枠短縮が常態化していたが、2022年5月の大型連休明けからローカル枠が再度拡充され、『スーパーJチャンネル』がANN枠のみの体制に戻っている。
  - 2018年度の年末年始は2018年12月24日 - 28日・31日 - 2019年1月3日が全編休止となった。このうち、12月24日 - 28日は『スーパーJチャンネル』の17時台全編および18時台ANNゾーンを単独番組扱いでネット受けし、18:15 - 18:25に県内ニュース・天気予報を放送（番組編成上は18:25まで『スーパーJチャンネル』のまま）。その後、18:25 - 18:30のミニ番組を挟んで18:30 - 19:00には『鯉のはなシアター』や『恋とか愛とか（仮）』などの傑作選を放送した。
  - 2020年10月改編より、ゴールデンタイムのバラエティ番組の任意ネット枠である18:45 - 19:00の時間帯をネット受けするため、18:45まで（火・木曜日はミニ番組のため18:41まで）に短縮された。
  - 2021年10月改編より、ゴールデンタイムのバラエティ番組の任意ネット枠が月 - 木曜は廃止され、金曜は18:50からに短縮されたため、再度延長して上記の時間帯となった。
  - 2021年度の年末年始は2021年12月24日・27日 - 31日、2022年1月3日が全編休止となった。このうち、12月27日 - 29日は16:42 - 16:45に『HOME NEWS』として県内ニュース・天気予報を放送した後、16:45 - 19:00は『スーパーJチャンネル』を単独番組扱いで臨時フルネットした。

## 番組テーマ曲
- 木之下慶行「5up!」（2018年4月9日 - 2021年5月5日）
- STU48「僕らの春夏秋冬」（2020年 - ）番組初のタイアップソング[6]
- 大林武司「GO UP HIROSHIMA」（2021年5月6日 - 2023年3月24日）

## 関連番組
- 『おはよう5up!』（2021年4月 - 2023年3月）毎週月曜

過去の関連番組
- 『5up!サタデー』（ゴーアップ サタデー）は、第2･4土曜9:30 - 9:40に放送されていた10分ミニ番組。『みみよりライブ 5up!』のPR番組で、同番組出演の広島ホームテレビアナウンサーなどが出演。
- 『潜入!ごーあっぷ＋』（せんにゅう ごーあっぷプラス）は、中西希（広島ホームテレビアナウンサー）が『みみよりライブ 5up!』スタジオに潜入した番宣ミニ番組。